# Thiha Zaw
Thiha Zaw (* 28. Dezember 1993) ist ein myanmarischer Fußballspieler.

## Karriere

### Verein
Seinen ersten Vertrag unterschrieb Thiha Zaw 2012 bei Ayeyawady United. Der Verein aus Pathein spielte in der höchsten Liga des Landes, der Myanmar National League. 2021 stand er beim ebenfalls in der ersten Liga spielenden Shan United unter Vertrag. 2022 ging er nach Kambodscha, wo er in der Koh Kong einen Vertrag beim Zweitligisten Koh Kong FC unterschrieb. Im Juni 2023 verließ er den Verein und schloss sich dem Erstligisten Prey Veng FC an.

### Nationalmannschaft
Seit 2015 spielte Thiha Zaw sechsmal für die myanmarische Nationalmannschaft.

## Erfolge
Ayeyawady United
- Myanmar National League

Vizemeister: 2019
- General Aung San Shield

Sieger: 2014, 2015